# Appius Claudius Crassus
Appius Claudius Crassus was een consul en decemvir van de Romeinse Republiek in ca 451 v.Chr..
Zijn vader was Appius Claudius Sabinus, Consul in 471 v.Chr.
Hoewel Crassus van Patricische afkomst was, steunde hij de Plebejische wens voor een vaste set regels in wetten. Nadat Crassus tot consul verkozen was, deelde hij zijn macht met Plebejische vertegenwoordigers. Hiertoe werd een decemviri (raad van 10 mannen) opgericht, onder voorzitterschap van de twee consuls, om nieuwe wetten te ratificeren voor de hele Romeinse samenleving. Deze macht werd zelfs gebruikt om de macht van de tribus en andere administratieve functies te verminderen.
Crassus diende zijn politieke termijn van één jaar uit, naar Grieks model, doch zijn raad overtuigde het publiek om hem een tweede maal deze jaarlijkse termijn te laten uitzitten als decemvir. In deze periode heeft hij twee extra gegraveerde tafelen laten ratificeren tot wetten. Deze werden de Twaalf Tafelen van Rome.
Toen het tijd werd om een nieuwe raad van tien te verkiezen, werden de Patriciërs achterdochtig. Ze dachten dat Crassus' groeiende populariteit ervoor zou zorgen dat hij herverkozen zou worden. Ze drongen aan bij Crassus om namen voor te stellen van kandidaten voor volgende decemviri. Tot ieders verrassing stelde hij zichzelf voor om in deze volgende raad te zetelen. Iedereen dacht dat Crassus nederig zou handelen en uit bescheidenheid zijn naam niet aan de lijst zou toevoegen. Het volk vond het zelfs nog verdachter toen Crassus de traditionele grootte van zijn lijfwacht van lictors uitbreidde van een schamele twaalf man tot honderdtwintig man.
Toen het einde van hun tweede regeerjaar naderde hadden de decemvirs de Twaalf Tafelen voltooid, doch nog niet gepubliceerd. Ze gebruikten dit als een excuus om hun macht te behouden. Velen waren ontgoocheld in Crassus en de andere decemvirs. De Patriciërs vreesden dat Crassus te veel zou toegeven aan het Plebs en de Plebejers waren bang dat ze rechten zouden verliezen.
Toen de Sabijnen en de Volsken een plotse aanval uitvoerden op Rome beseften de decemvirs dat ze zwak stonden zonder de steun van een functionerende Senaat. Ze herstelden de Romeinse Senaat in al haar functies, wat een opportuun moment bleek te zijn voor Senatoren zoals Valerius en Horatius om openbaar de arrogantie van de decemvirs aan te klagen. Dit resulteerde in een burgeroorlog tussen de decemvirs en de Senatoren. Uiteindelijk zouden de Senatoren het pleit winnen. Hierop herstelden de Senatoren het Consulschap.
Een interessant gegeven is echter dat Crassus' decemvirische wetten de val van de decemvirs in 449 v.Chr. overleefden.
Hoewel de historische feiten dubieus en vaag zijn zou Crassus vermoord zijn of zelfmoord gepleegd hebben als een gevolg van zijn onbeantwoorde lust naar het mooie, maar plebejische meisje Verginia.

## Appius Claudius Crassus in de Literatuur
- Appius and Virginia door John Webster.